# Patinatge de velocitat en pista curta als Jocs Olímpics d'hivern de 2006 - 3.000 metres relleus femenins
Als Jocs Olímpics d'Hivern de 2006 celebrats a la ciutat de Torí (Itàlia) es disputà una prova de patinatge de velocitat en pista curta sobre una distància de 3.000 metres en categoria femenina en el format de relleus que formà part del programa oficial dels Jocs.
La prova es disputà entre els dies 12 i 22 de febrer de 2006 a les instal·lacions del Torino Palavela. Hi participaren un total de 36 patinadors de vuit comitès nacionals diferents.

## Resum de medalles
| Or                                                                                  | Argent                                                                                        | Bronze                                                         |
| Corea del SudByun Chun-Sa · Choi Eun-Kyung · Jeon Da-Hye · Jin Sun-u · Kang Yun-Mi* | CanadàAlanna Kraus · Anouk Leblanc-Boucher · Amanda Overland* · Kalyna Roberge · Tania Vicent | ItàliaArianna Fontana · Marta Capurso · Katia Zini · Mara Zini |

*: patinadores que no patinaren a la final però que foren guardonades amb la medalla.

## Resultats

### Semifinals
Semifinal 1
| Pos. | Nom                                                                          | Temps    | Notes |
| ---- | ---------------------------------------------------------------------------- | -------- | ----- |
| 1    | R.P. de la Xina Cheng Xiaolei · Fu Tianyu · Wang Meng · Yang Yang (A)        | 4:16.739 | QA    |
| 2    | Canadà Alanna Kraus · Amanda Overland · Kalyna Roberge · Tania Vicent        | 4:17.231 | QA    |
| 3    | Estats Units Allison Baver · Maria Garcia · Caroline Hallisey · Hyo-Jung Kim | 4:18.33  | QB    |
| 4    | Japó Yuka Kamino · Mika Ozawa · Chikage Tanaka · Nobuka Yamada               | 4:21.413 | QB    |

Semifinal 2
| Pos. | Nom                                                                            | Temps         | Notes |
| ---- | ------------------------------------------------------------------------------ | ------------- | ----- |
| 1    | Corea del Sud Byun Chun-Sa · Choi Eun-Kyung · Jin Sun-Yu · Kang Yun-Mi         | 4:18.854      | QA    |
| 2    | ItàliaMarta Capurso · Arianna Fontana · Katia Zini · Mara Zini                 | 4:19.797      | QA    |
| 3    | França Stephanie Bouvier · Choi Min-Kyung · Myrtille Gollin · Celine Lecompere | 4:20.030      | QB    |
| 4    | Alemanya Tina Grassow · Aika Klein · Yvonne Kunze · Christin Priebst           | desqualificat | QB    |

### Finals
Final A
| Pos. | Nom                                                                         | Temps         |
| ---- | --------------------------------------------------------------------------- | ------------- |
| 1    | Corea del Sud Byun Chun-Sa · Choi Eun-Kyung · Jeon Da-Hye · Jin Sun-Yu      | 4:17.040      |
| 2    | Canadà Alanna Kraus · Anouk Leblanc-Boucher · Kalyna Roberge · Tania Vicent | 4:17.336      |
| 3    | Itàlia Marta Capurso · Arianna Fontana · Katia Zini · Mara Zini             | 4:20.030      |
| -    | R.P. de la Xina Cheng Xiaolei · Fu Tianyu · Wang Meng · Yang Yang (A)       | desqualificat |

Final B
| Pos. | Nom                                                                            | Temps    |
| ---- | ------------------------------------------------------------------------------ | -------- |
| 1    | Estats Units Allison Baver · Maria Garcia · Caroline Hallisey · Hyo-Jung Kim   | 4:18.740 |
| 2    | França Stephanie Bouvier · Choi Min-Kyung · Myrtille Gollin · Celine Lecompere | 4:18.971 |
| 3    | Alemanya Tina Grassow · Aika Klein · Yvonne Kunze · Christin Priebst           | 4:24.896 |
| 4    | Japó Yuka Kamino · Mika Ozawa · Chikage Tanaka · Nobuka Yamada                 | 4:35.096 |

1. ↑  La Xina finalitzà en tercera posició però fou desqualificada en observar que havien interferit en el patinatge de l'equip canadenc.